# Nobunaga-sensei no Osanazuma
Nobunaga-sensei no Osanazuma (ノブナガ先生の幼な妻, lit. "A jovem esposa do professor Nobunaga") é uma série japonesa de mangá escrita e ilustrada por Azure Konno. O mangá é serializado na revista mensal Monthly Action, da editora Futabasha, desde maio de 2017, sendo compilada em quatro volumes tankōbon desde então. Uma adaptação da série para um anime de episódios curtos, produzida pelo estúdio Seven, contou com 12 episódios que foram exibidos entre 6 de abril e 22 de junho de 2019.

## Enredo
A história gira ao entorno de Oda Nobunaga, um jovem professor de 28 anos que sofre pressão, por parte de sua família, para casar-se o quanto antes. Os membros da família de Oda acreditam ser descendentes do próprio daimiô Oda Nobunaga, um grande conquistador que uniu quase todo o Japão durante o século XVI. Certa noite, ao ir limpar o depósito de sua casa, Oda quebra acidentalmente um recipiente para chá, invocando Saitō Kichō, uma jovem de 15 anos que, no passado, estava prometida ao Oda histórico. A partir daí, Saitō passa a ser a jovem esposa de Oda, mesmo que ele inicialmente não concorde com isso.[carece de fontes?]

## Personagens
Nobunaga Oda (織田信永, Nobunaga Oda)
Voz de: Kōdai Sakai
Saitō Kichō (斎藤帰蝶, Kichō Saitō)
Voz de: Akari Uehara
Ikoma Kitsuno (生駒吉乃, Kitsuno Ikoma)
Voz de: Ari Ozawa
Mayu Biwajima (枇杷島万結, Biwajima Mayu)
Voz de: Konomi Yūzaki
Yuri Hoshigaoka (星ヶ丘友里, Hoshigaoka Yuri)
Voz de: Marika Tanaka
Anna Atsuka (熱田杏南, Atsuka Anna)
Voz de: Moe Toyota
Ichika Oda (織田市香, Oda Ichika)
Voz de: Suzuna Kinoshita

## Mídia

### Mangá
Nobunaga-sensei no Osanazuma é um mangá escrito e ilustrado por Azure Konno. O mangá é serializado na revista mensal Monthly Action da Futabasha, de 25 de maio de 2017 a 24 de agosto de 2019. Foi compilado em cinco volumes tankōbon, lançados de 10 de novembro de 2017 a 11 de outubro de 2019.
| N.º | Data de lançamento        | ISBN              |
| --- | ------------------------- | ----------------- |
| 1   | 10 de novembro de 2017    | 978-4-575-85061-1 |
| 2   | 11 de maio de 2018        | 978-4-575-85153-3 |
| 3   | 12 de dezembro de 2018    | 978-4-575-85240-0 |
| 4   | 12 de março de 2019       | 978-4-575-85277-6 |
| 5   | 11 de outubro de 2019<ref | 978-4-575-85359-9 |

### Anime
Uma adaptação da série para anime foi anunciada em 11 de dezembro de 2018. O anime é produzido pelo estúdio Seven, com direção de Noriyoshi Sasaki, roteiro de Arikura Arika e design de personagens por Takashi Nishikawa. A música de abertura da série é "Aiseyo Minna, Hai!" (恋せよみんな、ハイ！, lit. "Todos apaixonados, sim!"), cantada por Pyxis, enquanto a música de encerramento é "Returner Butterfly", cantada por Rika Tachibana. O anime contou com 12 episódios que foram exibidos entre 6 de abril e 22 de junho de 2019, através dos canais AT-X, Tokyo MX e BS Fuji.